# Eleição municipal de Fortaleza em 2000
A eleição municipal de Fortaleza em 2000 ocorreu em 1 de outubro de 2000 (Primeiro Turno) e 29 de outubro de 2000 (Segundo Turno) para a eleição de 1 (um) prefeito, 1 (um) vice-prefeito, e de 41 (quarenta e um) vereadores. O prefeito era Juraci Magalhães, do PMDB. Sete candidatos concorreram a vaga de prefeito. No primeiro turno, nenhum dos candidatos alcançou a maioria absoluta dos votos válidos. Juraci Magalhães, ficou em primeiro lugar com 33,08% dos votos, enquanto Inácio Arruda, do PCdoB, obteve 30,43% dos votos. Assim, ocorreu o segundo turno entre os dois postulantes, sendo Juraci Magalhães, reeleito prefeito de Fortaleza com 53,97%.

## Candidatos a prefeito
|  | Nº | Candidato(a) a prefeito | Candidato(a) a prefeito                                      | Candidato(a) a vice-prefeito | Candidato(a) a vice-prefeito                          | Coligação |
|  | -- | ----------------------- | ------------------------------------------------------------ | ---------------------------- | ----------------------------------------------------- | --- |
|  | 15 |                         | Juraci Magalhães (PMDB) Juraci Vieira de Magalhães           |                              | Isabel Lopes (PMDB) Maria Isabel de Araújo Lopes      | "Democracia Participativa" - Partido do Movimento Democrático Brasileiro (PMDB) - Partido dos Aposentados da Nação (PAN) - Partido Liberal (PL) - Partido Social Trabalhista (PST) - Partido da Mobilização Nacional (PMN) - Partido Renovador Trabalhista Brasileiro (PRTB) - Partido da Social Democracia Cristã (PSDC) - Partido Social Liberal (PSL) |
|  | 16 |                         | Raimundão (PSTU) Raimundo Pereira de Castro                  |                              | Mário Coelho (PSTU) José Mário Sobrinho Coelho        | Partido não coligado - Partido Socialista dos Trabalhadores Unificado (PSTU) |
|  | 23 |                         | Patrícia Saboya (PPS) Patrícia Lúcia Saboya Ferreira Gomes   |                              | João Jaime (PSDB) João Jaime Gomes Marinho de Andrade | "Fortaleza Mudar pra Melhor" - Partido Popular Socialista (PPS) - Partido da Social Democracia Brasileira (PSDB) - Partido Trabalhista Brasileiro (PTB) - Partido Progressista Brasileiro (PPB) - Partido Verde (PV) - Partido Social Democrático (PSD) - Partido Social Cristão (PSC)                                                                   |
|  | 25 |                         | Moroni Torgan (PFL) Moroni Bing Torgan                       |                              | Gorete Pereira (PFL) Maria Gorete Pereira             | Partido não coligado - Partido da Frente Liberal (PFL) |
|  | 31 |                         | Orlando Silva (PHS/PSN) Orlando Augusto da Silva Júnior      |                              | Joaquim Galdino (PHS/PSN) Joaquim Galdino Barbosa     | Partido não coligado - Partido Humanista da Solidariedade (PHS) |
|  | 65 |                         | Inácio Arruda (PCdoB) Inácio Francisco de Assis Nunes Arruda |                              | Artur Bruno (PT) Artur José Vieira Bruno              | "Fortaleza de Todos" - Partido Comunista do Brasil (PCdoB) - Partido dos Trabalhadores (PT) - Partido Democrático Trabalhista (PDT) - Partido Socialista Brasileiro (PSB) - Partido Comunista Brasileiro (PCB) |
|  | 70 |                         | João Oliveira (PTdoB) João Souza de Oliveira                 |                              | Caetano (PTdoB) Francisco de Assis Caetano da Silva   | Partido não coligado - Partido Trabalhista do Brasil (PTdoB) |

## Resultado da eleição para prefeito
| 1º Turno 1 de outubro de 2000 | 1º Turno 1 de outubro de 2000 | 1º Turno 1 de outubro de 2000 | 1º Turno 1 de outubro de 2000 |
| Candidato(a)                  | Vice                          | Votação                       | Votação                       |
| Candidato(a)                  | Vice                          | Total                         | Porcentagem                   |
| ----------------------------- | ----------------------------- | ----------------------------- | ----------------------------- |
| Juraci Magalhães (PMDB)       | Isabel Lopes (PMDB)           | 306.643                       | 33,08%                        |
| Inácio Arruda (PCdoB)         | Artur Bruno (PT)              | 282.094                       | 30,43%                        |
| Moroni Torgan (PFL)           | Gorete Pereira (PFL)          | 167.760                       | 18,10%                        |
| Patrícia Saboya (PPS)         | João Jaime (PSDB)             | 157.790                       | 17,02%                        |
| Orlando Silva (PHS/PSN)       | Joaquim Galdino (PHS/PSN)     | 6.138                         | 0,66%                         |
| João Oliveira (PTdoB)         | Caetano (PTdoB)               | 4.687                         | 0,51%                         |
| Raimundão (PSTU)              | Mário Coelho (PSTU)           | 1.819                         | 0,20%                         |
| Total de votos válidos        | Total de votos válidos        | 926.931                       | 100,00%                       |
| Votos apurados                |                               |                               |                               |
| Votos válidos                 | Votos válidos                 | 926.931                       | 93,23%                        |
| Votos em branco               | Votos em branco               | 17.504                        | 1,76%                         |
| Votos nulos                   | Votos nulos                   | 49.808                        | 5,01%                         |
| Total de votos apurados       | Total de votos apurados       | 994.243                       | 100,00%                       |
| Eleitores                     |                               |                               |                               |
| Comparecimento                | Comparecimento                | 994.243                       | 81,66%                        |
| Abstenções                    | Abstenções                    | 223.333                       | 18,34%                        |
| Total de eleitores            | Total de eleitores            | 1.217.576                     | 100,00%                       |

| Partido | Partido | Candidato        | Votos   | Votos (%) |
| ------- | ------- | ---------------- | ------- | --------- |
|         | PMDB    | Juraci Magalhães | 306 643 | 33,08%    |
|         | PCdoB   | Inácio Arruda    | 282 094 | 30,43%    |
|         | PFL     | Moroni Torgan    | 167 760 | 18,1%     |
|         | PPS     | Patrícia Saboya  | 157 790 | 17,02%    |
|         | PHS     | Orlando Silva    | 6 138   | 0,66%     |
|         | PTdoB   | João Oliveira    | 4 687   | 0,51%     |
|         | PSTU    | Raimundão        | 1 819   | 0,2%      |
| Totais  | Totais  | Totais           | 926 931 |           |

| 2º Turno 29 de outubro de 2000 | 2º Turno 29 de outubro de 2000 | 2º Turno 29 de outubro de 2000 | 2º Turno 29 de outubro de 2000 |
| Candidato(a)                   | Vice                           | Votação                        | Votação                        |
| Candidato(a)                   | Vice                           | Total                          | Porcentagem                    |
| ------------------------------ | ------------------------------ | ------------------------------ | ------------------------------ |
| Juraci Magalhães (PMDB)        | Isabel Lopes (PMDB)            | 512.655                        | 53,97%                         |
| Inácio Arruda (PCdoB)          | Artur Bruno (PT)               | 437.271                        | 46,03%                         |
| Total de votos válidos         | Total de votos válidos         | 949.926                        | 100,00%                        |
| Votos apurados                 |                                |                                |                                |
| Votos válidos                  | Votos válidos                  | 949.926                        | 96,87%                         |
| Votos em branco                | Votos em branco                | 12.765                         | 1,30%                          |
| Votos nulos                    | Votos nulos                    | 17.970                         | 1,83%                          |
| Total de votos apurados        | Total de votos apurados        | 980.661                        | 100,00%                        |
| Eleitores                      |                                |                                |                                |
| Comparecimento                 | Comparecimento                 | 980.661                        | 80,54%                         |
| Abstenções                     | Abstenções                     | 236.915                        | 19,46%                         |
| Total de eleitores             | Total de eleitores             | 1.217.576                      | 100,00%                        |

| Partido | Partido | Candidato        | Votos   | Votos (%) |
| ------- | ------- | ---------------- | ------- | --------- |
|         | PMDB    | Juraci Magalhães | 512 655 | 53,97%    |
|         | PCdoB   | Inácio Arruda    | 437 271 | 46,03%    |
| Totais  | Totais  | Totais           | 949 926 |           |

## Vereadores eleitos
Estes são os 41 vereadores eleitos em 1º de outubro de 2000, de acordo com o Tribunal Superior Eleitoral (TSE):
|    | Nome                   | Partido                                            | Votos  | %    |
| -- | ---------------------- | -------------------------------------------------- | ------ | ---- |
| 1  | José Maria Couto       | Partido do Movimento Democrático Brasileiro (PMDB) | 16.257 | 1,72 |
| 2  | José Airton            | Partido dos Trabalhadores (PT)                     | 14.040 | 1,48 |
| 3  | Alexandre de Jesus     | Partido da Frente Liberal (PFL)                    | 13.745 | 1,45 |
| 4  | Lucílvio Girão         | Partido do Movimento Democrático Brasileiro (PMDB) | 13.091 | 1,38 |
| 5  | Walter Cavalcante      | Partido do Movimento Democrático Brasileiro (PMDB) | 12.755 | 1,35 |
| 6  | Carlos Mesquita        | Partido do Movimento Democrático Brasileiro (PMDB) | 12.145 | 1,28 |
| 7  | Marcus Teixeira        | Partido do Movimento Democrático Brasileiro (PMDB) | 11.403 | 1,20 |
| 8  | Nelson Martins         | Partido dos Trabalhadores (PT)                     | 10.703 | 1,13 |
| 9  | Cacá                   | Partido do Movimento Democrático Brasileiro (PMDB) | 10.317 | 1,09 |
| 10 | Nelba Fortaleza        | Partido do Movimento Democrático Brasileiro (PMDB) | 10.308 | 1,09 |
| 11 | Augustinho Moreira     | Partido Progressista Brasileiro (PPB)              | 10.192 | 1,08 |
| 12 | Gelson Ferraz          | Partido Trabalhista Brasileiro (PTB)               | 9.830  | 1,04 |
| 13 | Luizianne Lins         | Partido dos Trabalhadores (PT)                     | 9.725  | 1,03 |
| 14 | Maurílio Assêncio      | Partido do Movimento Democrático Brasileiro (PMDB) | 9.107  | 0,96 |
| 15 | Heitor Férrer          | Partido Democrático Trabalhista (PDT)              | 8.729  | 0,92 |
| 16 | Iraguassú Teixeira     | Partido Democrático Trabalhista (PDT)              | 8.721  | 0,92 |
| 17 | Doutora Magaly Marques | Partido Trabalhista Brasileiro (PTB)               | 8.647  | 0,91 |
| 18 | Francisco Matias       | Partido do Movimento Democrático Brasileiro (PMDB) | 8.608  | 0,91 |
| 19 | Lavoisier Férrer       | Partido Social Democrático (PSD)                   | 8.499  | 0,90 |
| 20 | Martins Nogueira       | Partido da Social Democracia Brasileira (PSDB)     | 7.804  | 0,82 |
| 21 | Ageu Rodrigues         | Partido Social Cristão (PSC)                       | 7.654  | 0,81 |
| 22 | Machadinho             | Partido da Frente Liberal (PFL)                    | 7.272  | 0,77 |
| 23 | Dr. Glauber Sindeaux   | Partido Popular Socialista (PPS)                   | 7.256  | 0,77 |
| 24 | Idalmir Feitosa        | Partido da Social Democracia Brasileira (PSDB)     | 7.127  | 0,75 |
| 25 | Adelmo Martins         | Partido dos Aposentados da Nação (PAN)             | 6.670  | 0,70 |
| 26 | Casimiro Neto          | Partido Progressista Brasileiro (PPB)              | 6.609  | 0,70 |
| 27 | Coronel Leonel         | Partido da Social Democracia Brasileira (PSDB)     | 6.607  | 0,70 |
| 28 | Luiz Arruda            | Partido Popular Socialista (PPS)                   | 6.242  | 0,66 |
| 29 | Dr. Elpídio            | Partido Popular Socialista (PPS)                   | 6.231  | 0,66 |
| 30 | Dr. Jaziel             | Partido Liberal (PL)                               | 5.814  | 0,61 |
| 31 | Dummar Ribeiro         | Partido da Mobilização Nacional (PMN)              | 5.782  | 0,61 |
| 32 | José Maria Pontes      | Partido dos Trabalhadores (PT)                     | 5.529  | 0,58 |
| 33 | Lula Morais            | Partido Comunista do Brasil (PCdoB)                | 5.356  | 0,57 |
| 34 | Paulo Mindêllo         | Partido Popular Socialista (PPS)                   | 5.345  | 0,56 |
| 35 | Germana Soares         | Partido da Mobilização Nacional (PMN)              | 5.287  | 0,56 |
| 36 | Carlos Régis Benevides | Partido Liberal (PL)                               | 4.031  | 0,43 |
| 37 | Francisco Caminha      | Partido Humanista da Solidariedade (PHS/PSN)       | 3.608  | 0,38 |
| 38 | Rogério Pinheiro       | Partido Socialista Brasileiro (PSB)                | 3.386  | 0,36 |
| 39 | Luciano Rodrigues      | Partido Humanista da Solidariedade (PHS/PSN)       | 3.225  | 0,34 |
| 40 | Marcílio Gomes         | Partido Humanista da Solidariedade (PHS/PSN)       | 3.103  | 0,33 |
| 41 | Didi Mangueira         | Partido Social Liberal (PSL)                       | 3.046  | 0,32 |